# Axel Thue (matematiker)
 For alternative betydninger, se Axel Thue. (Se også artikler, som begynder med Axel Thue)
Axel Thue (født 19. februar 1863 i Tønsberg, død 7. marts 1922) var en norsk matematiker.